# Johannes Nider

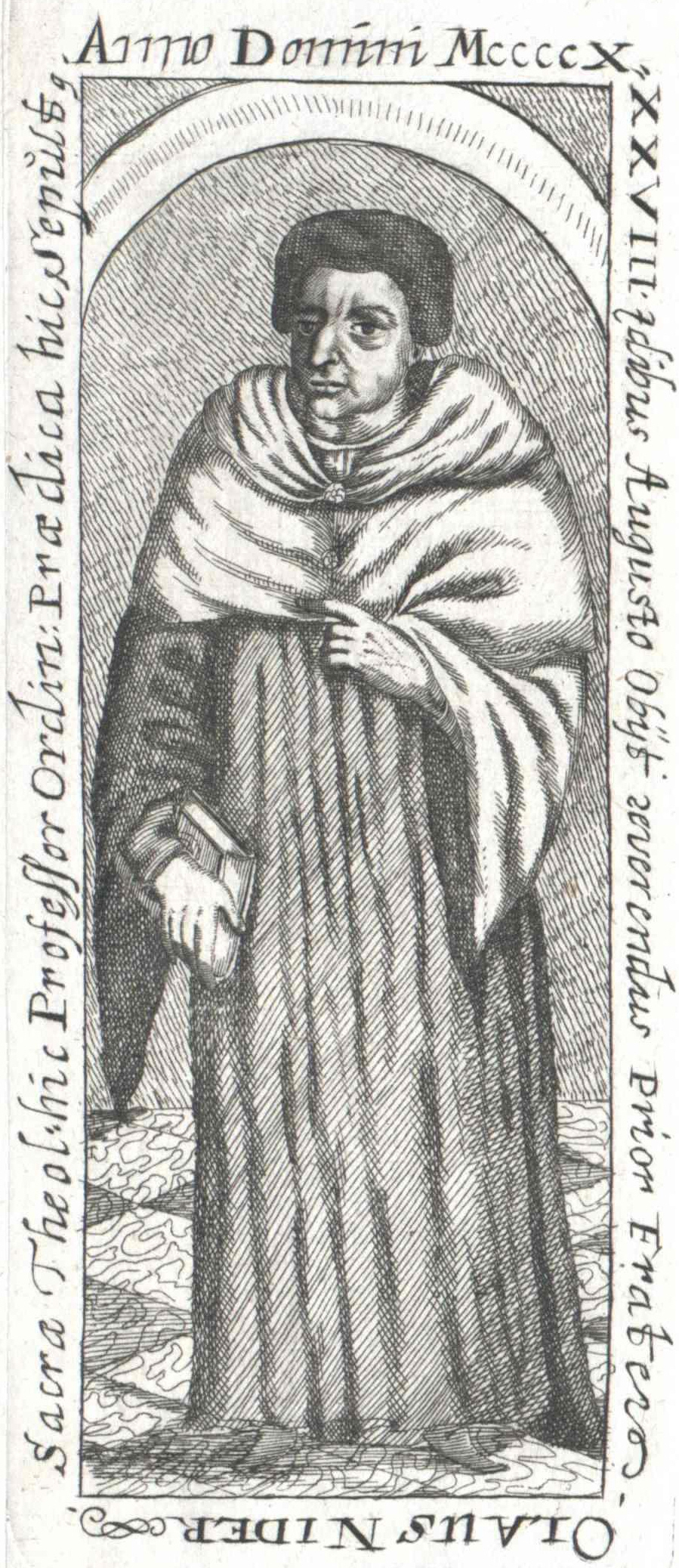
Johannes Nider

Johannes Nider (* vor 1385 in Isny im Allgäu; † 13. August 1438 in Nürnberg) war ein deutscher Theologe und Angehöriger des Dominikaner-Ordens. Als Kirchenreformer gilt er als einer der Vorkämpfer der Bewegung der „strengen Observanz“, der es um die genaue Befolgung der Ordensregeln ging.

## Leben
Niders Vater, ein Flickschuster, starb sehr früh. Seine schulische Bildung erhielt der um 1380 geborene Johannes Nider vermutlich bei den Benediktinern im Kloster St. Georg (Isny) seiner Heimatstadt. 1402 trat er in den reformierten Dominikanerkonvent in Colmar im Elsass ein. Bald darauf entsandte sein Orden ihn nach Worms, dann nach Straßburg, wo er ab 1404 zusammen mit seinem Ordensbruder Johannes Mulberg predigte. Seit 1414 vertrat Nider seinen Orden beim Konstanzer Konzil; dort kam er mit den Hussiten in Berührung. Der Hinrichtung von Jan Hus 1415 hat er vermutlich nicht beigewohnt, wohl aber anderen Hinrichtungen. Nach Ende des Konstanzer Konzils 1418 ging Nider möglicherweise nach Italien, wo er ebenfalls als Reformer tätig war, doch sein genauer Aufenthaltsort zu dieser Zeit ist unklar. Ab 1422 studierte er in Köln und Wien und promovierte 1426. 1427 wurde er zum Prior des Dominikanerklosters in Nürnberg berufen, wo er bis 1429 wirkte. 1429 wurde er damit betraut, das Kloster der Dominikaner in Basel zu reformieren, das dank des Wirkens von Nider bald als „dominikanischer Musterkonvent“ galt. So wurde der Basler Dominikanerkonvent zu einem der Verhandlungsorte des Basler Konzils. Johannes Nider hielt die Predigt zu dessen Eröffnung am 27. Juli 1431 im Basler Münster. Er war eine der maßgeblichen Persönlichkeiten dieses Konzils. 1434 musste er aus den konziliaren Verhandlungen ausscheiden, nachdem er als Lektor der Sentenzen zum Wiener Dominikanerkonvent versetzt worden war. 1436 wurde er Dekan der dortigen Theologischen Fakultät. Nider starb in Nürnberg am 13. August 1438.

## Wirken und Bedeutung
Nider bemühte sich in seinen Schriften, durch seine Predigten und als Verantwortlicher für mehrere Häuser seines Ordens um die Reform der Kirche seiner Zeit, des Säkularklerus wie der Klöster. Er forderte auch von Laien ein Leben nach den klösterlichen Idealen.
Aus seinem umfassenden Schrifttum wurde bis weit ins 20. Jahrhundert hinein fast ausschließlich sein um 1435/1437 in lateinischer Sprache erschienenes Werk Formicarius (dt. Der Ameisenstaat) beachtet, das im ausgehenden 15. Jahrhundert und auch danach häufig zusammen mit dem Hexenhammer des Heinrich Institoris abgedruckt wurde. Der Formicarius ist eine der vom Hexenhammer meistbenutzten Zitatenquellen und ein wichtiges Zeugnis der Geschichte der Hexenverfolgungen, da Nider sich zu den abergläubischen Vorstellungen des ausgehenden Mittelalters über Hexerei, Nigromantie (Totenbeschwörung) und Besessenheit äußert. Dabei zog Nider in Dialogform zwischen einem Theologen und einem „Faulen“ einen Vergleich zwischen den diversen Auswüchsen der Ketzerei und den Ameisenarten. Das Buch nimmt sich des Klerus der Zeit und der Reformen an.
Sein Werk Die 24 goldenen Harfen liegt als Handschrift von 1464 vor (vgl. dazu Johannes Richenbach) und erschien 1472 in Augsburg auch als gedruckte Inkunabel.

## Werke
- De reformatione religiosorum seu status coenobitici
- Vier und zwanzig guldin Harfen
- De saecularium religionibus
- De paupertate perfecta
- Praeceptorium divinae legis, sive Expositio decalogi. Michael Greyff, Reutlingen nicht nach 1479 (Digitalisat)
- Praeceptorium divinae legis, sive Expositio decalogi. Ulrich Zell, Köln um 1475/80 (Digitalisat)
- Tractatus de morali lepra
- De vigore consuetudinis et dispensatione canonica
- De abstinentia esus carnium
- Consolatorium timoratae conscientiae. - Köln : Drucker des Pseudo - Augustinus, De fide (GW 2953), um 1473. Digitalisierte Ausgabe der Universitäts- und Landesbibliothek Düsseldorf
- De morali lepra. Konrad Winters, Köln um 1479. (Digitalisat)
- De contractibus mercatorum. Konrad Winters, Köln um 1479 (Digitalisat)
- Dispositorium moriendi
- Tractatus de vera et falsa nobilitate
- Tractatus de contractibus mercatorum (zur allgemeinen Seelsorge)
- Formicarius. Ulrich Zell, Köln nicht nach September 1473 (Digitalisat)
- Contra heresim hussitarum (zur Hussitenfrage)
- G.G.D. Mansi, Sacrorum conciliorum nova et amplissima collectio, 1757–98, Bd. 29, S. 441–44. 613-17. 633-34. 643-44 (Briefsammlung)
- Sermones de tempore et de sanctis cum quadragesimali. Johann Koelhoff d. Ä., Köln um 1482 (Digitalisat)
- Sermones totius anni et de sanctis cum quadragesimali.
- Manuale confessorum. Johann von Paderborn, Löwen 1484/85-1487 (Digitalisat)
- De morali lepra. Johann von Paderborn, Löwen um 1485 (Digitalisat)

- Ein Verzeichnis der Schriften Niders sowie einen Überblick über die handschriftliche Überlieferung und die Drucke in: Thomas Kaeppeli, Scriptores Ordinis Praedicatorum medii aevi, Bd. 2, 1975, S. 500–15.

### Lexika
- Michael D. Bailey: Nider, Johannes, in: Richard M. Golden (Hg.), Encyclopedia of Witchcraft, Santa Barbara, California 2006, S. 826–828
- Paul Beck: Nider, Johannes. In: Allgemeine Deutsche Biographie (ADB). Band 23, Duncker & Humblot, Leipzig 1886, S. 641–646.
- Marie-Luise Ehrenschwendtner: Johhannes Nider. In: Biographisch-Bibliographisches Kirchenlexikon (BBKL). Band 3, Bautz, Herzberg 1992, ISBN 3-88309-035-2, Sp. 502–505 (Artikel/Artikelanfang im Internet-Archive).
- Eugen Hillenbrand: Nider, Johannes O.P. In: Kurt Ruh (Hg.), Die deutsche Literatur des Mittelalters. Verfasserlexikon, Band 6, 2. Auflage Berlin 1987, Sp. 971–977
- Peter Segl: Nider, Johannes. In: Neue Deutsche Biographie (NDB). Band 19, Duncker & Humblot, Berlin 1999, ISBN 3-428-00200-8, S. 211 f. (Digitalisat).

### Aufsätze und Bücher
- Stefan Abel: Johannes Nider - Leben, Denken und Wirkung. In: Stefan Abel: Johannes Nider: Die vierundzwanzig goldenen Harfen. Edition und Kommentar. Mohr Siebeck, Tübingen 2011. ISBN 978-3-16-150610-9. S. 7–43.
- Michael D. Bailey: Battling Demons. Witchcraft, Heresy and Reform in the Late Middle Ages, Pennsylvania 2003 (Magic in History)
- Paul Beck: Der Dominikaner Johannes Nider (ca. 1380 bis 1438) aus Isni. In: Diöcesan-Archiv von Schwaben, 12. Jg. 1894, Heft 15, S. 57–60 (Digitalisat)
- Andreas Blauert: Frühe Hexenverfolgung. Ketzer-, Zauberei- und Hexenprozesse des 15. Jahrhunderts, Hamburg 1989
- Gábor Klaniczay: Entre visions angéliques et transes chamaniques: le sabbat des sorcières dans le Formicarius de Nider, in: Médiévales 44/2003, S. 47–72 (Online verfügbar)
- Gábor Klaniczay: The Process of Trance, Heavenly and Diabolic Apparitions in Johannes Nider’s Formicarius, in: Discussion Paper Series 65/2003, S. 2–81 (Online verfügbar (Memento vom 25. Mai 2005 im Internet Archive); PDF; 1,3 MB)
- K. Schieler: Magister Johannes Nieder aus dem Orden der Prediger-Brüder. Ein Beitrag zur Kirchengeschichte des fünfzehnten Jahrhunderts. Verlag Franz Kirchheim, Mainz 1885. online
- Werner Tschacher: Der Formicarius des Johannes Nider von 1437/38. Studien zu den Anfängen der europäischen Hexenverfolgungen im Spätmittelalter, (= Berichte aus der Geschichtswissenschaft), (Zugl.: Aachen, Techn. Hochsch., Diss., 1998), Aachen 2000, ISBN 3-8265-8141-5
- Bettina Wagner: Nider, Johannes OP. In: Lexikon des Mittelalters (LexMA). Band 6. Artemis & Winkler, München/Zürich 1993, ISBN 3-7608-8906-9, Sp. 1136.